# Aghdsk
Aghdsk, Aghtsk ou Aghdzk (en arménien Աղձք ; anciennement Akis, Hakhs, également Dzorap) est une communauté rurale du marz d'Aragatsotn, en Arménie. Elle compte 1 933 habitants en 2009.
Non loin du village se trouvent le mausolée des rois arsacides (IVe siècle) et les ruines d'une basilique (IVe - Ve siècle) ; le monastère de Tegher se dresse au nord de la localité.